# Роланд ФицЮстас, 1-й барон Портлестер
Роуланд ФицЮстас, 1-й барон Портлестер (англ. Rowland FitzEustace, 1st Baron Portlester; ок. 1430 — 19 декабря 1496) — ирландский пэр, государственный деятель и судья. Он был одной из самых влиятельных политических фигур в Ирландии конца XV века, соперничая по влиянию только со своим зятем, «Великим» графом Килдэром.

## Карьера
Роланд ФицЮстас был старшим сыном сэра Эдварда ФицЮстаса из Каслмартина, графства Килдэр, лорда-наместника Ирландии, и его жены Алисии. Он принадлежал к одному из самых известных «старо-английских» родов Пейла, имевшему несколько ветвей. Он был призван в адвокатуру в Англии примерно в 1454 году, а вскоре после этого стал главным клерком в суде королевской скамьи. Он был назначен лордом-канцлером Ирландии и лордом-казначеем Ирландии королем Англии Эдуардом IV в 1474 году и был возведен в ранг ирландского пэра как барон Портлестер в 1462 году. В последний год его обвинили в государственной измене, но он защищался с такой энергией, что обвинения были сняты: подобные обвинения, выдвинутые против него в 1470 году, были отклонены. В 1474 году он был одним из основателей Братства Святого Георгия, недолговечного военного ордена, которому было поручено защищать Пейл, единственную часть Ирландии, находившуюся под надежным английским владычеством.
В 1478 году, когда его зять, Джеральд Фицджеральд , 8-й граф Килдэр, был заменен Генри Греем, лордом Греем на посту наместника Ирландии, барон Портлестер организовал кампанию отказа от сотрудничества с новым наместником. Когда лорд Грей приказал ему передать большую печать Ирландии, Портлестер наотрез отказался, сделав тем самым невозможным ведение официальных дел. Король пошел на многое, чтобы поддержать лорда Грея. Он приказал Томасу Арчболду, мастеру Королевского монетного двора, в Ирландии, изготовить новую большую печать, заявив, что печать Портлестера аннулирована, и что все действия, принятые под ней, полностью недействительны; но эти усилия были напрасны. Кампания обструкции была настолько эффективной, что через несколько месяцев лорд Грей был вынужден вернуться в Англию.
Барон Портлестер был вновь назначен канцлером Ирландии новым королем Англии Генрихом VII Тюдором, но позднее смещен из-за его участия в коронации претендента, Ламберта Симнела, как короля Англии Эдуарда VI, 24 мая 1487 года. Эта коронация состоялась в Кафедральном соборе церкви Христа, Дублин. В церемонии приняли участие почти все дворяне и принцы Ирландии. Ламберт Симнел вторгся в Англию с ирландской армией, которая была разгромлена в битве при Стоук-Филд. Король Англии Генрих VII был великодушен в победе, сохранив жизнь Симнелу и помиловав Портлестера и его коллег-пэров ; но он решил разделить должности, занимаемые лордом Портлестером, между Александром Планкетом и Сэром Джеймсом Ормондом. Тем не менее барон Портлестер оставался влиятельной фигурой в течение оставшегося десятилетия своей жизни и смог отразить нападение на его послужной список в качестве казначея в 1493 году.

## Семья
Роланд ФицЮстас был женат трижды. Его жены были:
- Элизабет Брюн, дочь Джона Брюна
- Джоан (или Дженет) Беллью из Белльюстауна, вдова Кристофера Планкета, 2-го барона Киллина, на которой он женился в 1463 году.
- Маргарита (или Маргарита) д’Артуа, внучка и наследница гасконского рыцаря сэра Дженико д’Артуа, вдова сэра Джона Даудала, на которой он женился после 1467 года. Этот брак значительно увеличил его земельные владения, так как Маргарет через свою мать Джейн Сержант была наследницей половины земель Каслнока, графство Дублин, хотя ее право на владение землями оспаривалось семьей Барнуолл. У него было потомство от всех его жен, но неясно, какая жена была фактической матерью каждого конкретного ребенка. Его единственный законный сын Ричард умер молодым.

Его дочери были:
- Элис , или Элисон, вышла замуж за Джеральда Фитцджеральда, 8-го графа Килдэра[4].
- Джоан , замужем за Ричардом Планкеттом, 2-м бароном Дансени
- Дженет, вышла замуж за сэра Уолтера Делахайда. Они оба сыграли важную роль в восстании внука графа Килдэра, Шелкового Томаса, и Дженет умерла в тюрьме по подозрению в измене.
- Маргарет , замужем за Кристофером Рочфортом
- Мод , замужем за Томасом Марвордом, титулованным бароном Скрайном.

У него также был незаконнорожденный сын:
- Оливер ФицЮстас (умер после 1491 года), который стал главным бароном ирландского казначейства. Поскольку Оливер, по-видимому, был умственно неполноценным, его отец еще больше расширил свое влияние, назначив помощников, которые действовали от его имени.

Титул барона Портлестера прервался после его смерти в 1496 году, но его племянник Томас Юстас (ок. 1480—1549), сын его брата Ричарда, получил титул 1-го виконта Балтингласса в 1541 году. Сэр Морис Юстас (ок. 1590—1665), богатый и влиятельный член клана ФицЮстасов, ставший лордом-канцлером Ирландии, принял титул барона Портлестера при Реставрации короля Карла II Стюарта, но затем передумал, очевидно, потому, что, как и Роланд, у него не было законного сына, который мог бы стать его преемником.

## Репутация
Ирландский писатель Элрингтон Болл считал его самой важной ирландской политической фигурой за всю его 40-летнюю карьеру, более влиятельной, чем даже его зять, «великий граф Килдэр».

## Мемориал
В Дублине, в церкви Святого Одуэна, есть памятник ему и его третьей жене Маргарите д’Артуа, воздвигнутый им в благодарность за спасение от кораблекрушения неподалеку от этого места . Он основал новое аббатство в Килкаллене, где и похоронен. Его поместья перешли к племяннику Томасу Юстасу, 1-му виконту Балтинглассу.